# 金牛座V731
金牛座V731，又名BD+23 1015，HD 37967、SAO 77450、HR 1961，是金牛座的一颗恒星，视星等为6.21，位于銀經184.62，銀緯-3.43，其B1900.0坐标为赤經5h 37m 15.1s，赤緯+23° -3.43′ 25″。